# Saint-Vincent-du-Lorouër
Pour les articles homonymes, voir Saint-Vincent.
Saint-Vincent-du-Lorouër est une commune française, située dans le département de la Sarthe en région Pays de la Loire, peuplée de 822 habitants.
La commune fait partie de la province historique du Maine, et se situe dans le Haut-Maine.

## Géographie
Saint-Vincent-du-Lorouër est un village sarthois situé à 33 km au sud-est du Mans.

### Lieux-dits et écarts
La Haute-Poultière.

### Communes limitrophes
|                            | Le Grand-Lucé            |              |
| Pruillé-l'Éguillé          | Saint-Vincent-de-Lorouër | Courdemanche |
| Thoiré-sur-Dinan, Jupilles | Saint-Pierre-du-Lorouër  |              |

### Climat
Pour des articles plus généraux, voir Climat des Pays de la Loire et Climat de la Sarthe.
En 2010, le climat de la commune est de type climat océanique dégradé des plaines du Centre et du Nord, selon une étude du CNRS s'appuyant sur une série de données couvrant la période 1971-2000. En 2020, Météo-France publie une typologie des climats de la France métropolitaine dans laquelle la commune est dans une zone de transition entre le climat océanique et le climat océanique altéré et est dans la région climatique  Moyenne vallée de la Loire, caractérisée par une bonne insolation (1 850 h/an) et un été peu pluvieux. 
Pour la période 1971-2000, la température annuelle moyenne est de 10,8 °C, avec une amplitude thermique annuelle de 14,3 °C. Le cumul annuel moyen de précipitations est de 710 mm, avec 11,5 jours de précipitations en janvier et 7,2 jours en juillet. Pour la période 1991-2020, la température moyenne annuelle observée sur la station météorologique de Météo-France la plus proche, sur la commune de Saint-Christophe-sur-le-Nais à 23 km à vol d'oiseau, est de 12,1 °C et le cumul annuel moyen de précipitations est de 682,2 mm,. Pour l'avenir, les paramètres climatiques de la commune estimés pour 2050 selon différents scénarios d'émission de gaz à effet de serre sont consultables sur un site dédié publié par Météo-France en novembre 2022.

## Urbanisme

### Typologie
Au 1er janvier 2024, Saint-Vincent-du-Lorouër est catégorisée commune rurale à habitat dispersé, selon la nouvelle grille communale de densité à sept niveaux définie par l'Insee en 2022.
Elle est située hors unité urbaine et hors attraction des villes,.

### Occupation des sols
L'occupation des sols de la commune, telle qu'elle ressort de la base de données européenne d’occupation biophysique des sols Corine Land Cover (CLC), est marquée par l'importance des territoires agricoles (84 % en 2018), une proportion identique à celle de 1990 (84 %). La répartition détaillée en 2018 est la suivante : 
terres arables (52,3 %), prairies (28,9 %), forêts (12,6 %), zones agricoles hétérogènes (2,8 %), milieux à végétation arbustive et/ou herbacée (2,3 %), zones urbanisées (1,1 %). L'évolution de l’occupation des sols de la commune et de ses infrastructures peut être observée sur les différentes représentations cartographiques du territoire : la carte de Cassini (XVIIIe siècle), la carte d'état-major (1820-1866) et les cartes ou photos aériennes de l'IGN pour la période actuelle (1950 à aujourd'hui).

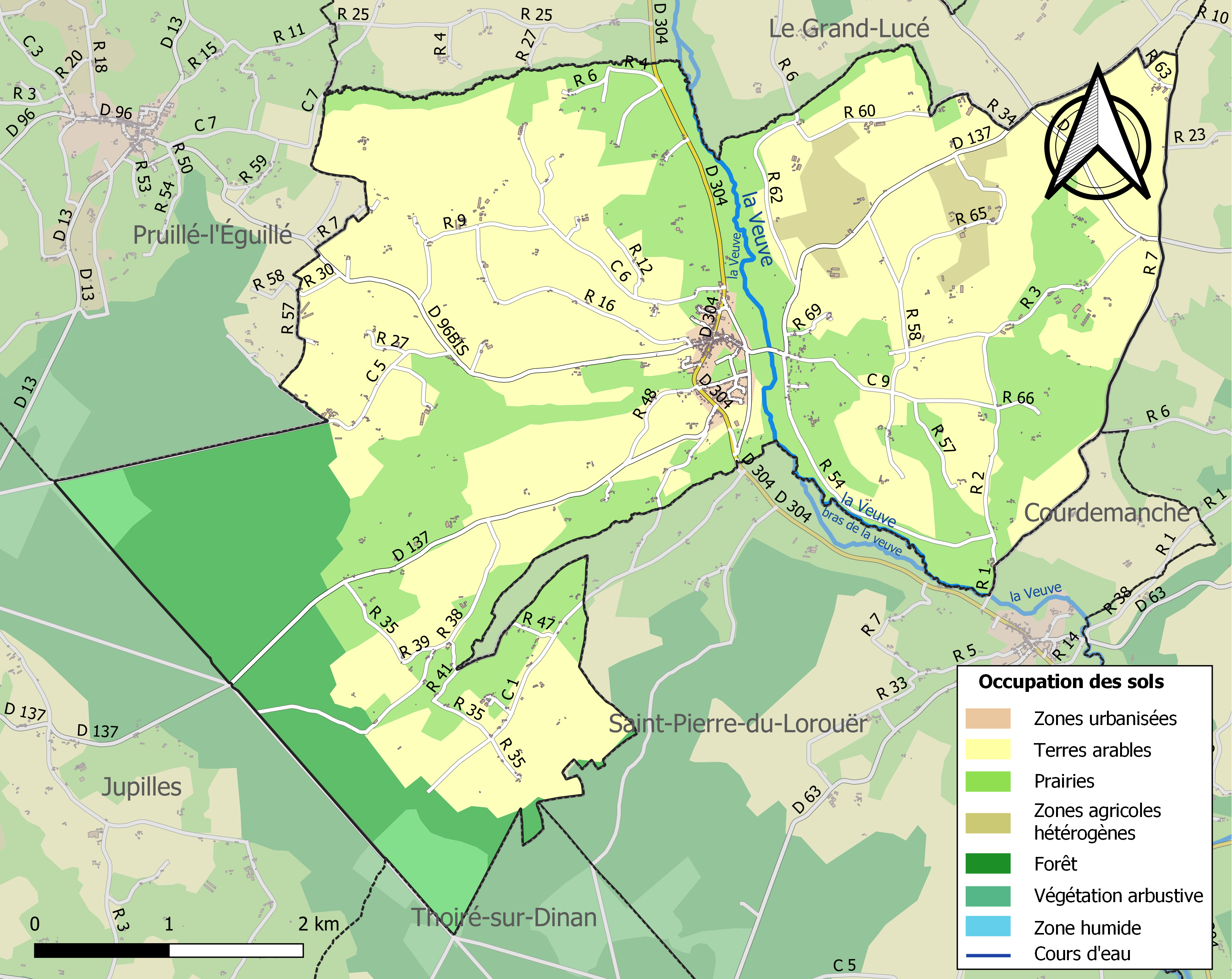
Carte des infrastructures et de l'occupation des sols de la commune en 2018 (CLC).

## Toponymie
Saint-Vincent-du-Lorouër tient son nom de l'abbaye Saint-Vincent du Mans, dont il dépendait jusqu'à ce que la Révolution nationalise les institutions de l'Église et du toponyme Lorouër que la commune partage avec Saint-Pierre-du-Lorouër et qui signifie « labeur » dans le patois local. Ce nom de Labeur tient à la nature du sol qui est fait d'un mélange calcaire et qui nécessitait donc des efforts important afin d'être exploité correctement.[réf. nécessaire]

## Politique et administration
| Période                                  | Période   | Identité         | Étiquette | Qualité             |
| ---------------------------------------- | --------- | ---------------- | --------- | ------------------- |
| (avant 2001)                             | mars 2008 | Guy Podevin      | SE        | Restaurateur        |
| mars 2008                                | En cours  | Dominique Lenoir | SE        | Exploitant agricole |
| Les données manquantes sont à compléter. |           |                  |           |                     |

## Démographie
L'évolution du nombre d'habitants est connue à travers les recensements de la population effectués dans la commune depuis 1793. Pour les communes de moins de 10 000 habitants, une enquête de recensement portant sur toute la population est réalisée tous les cinq ans, les populations de référence des années intermédiaires étant quant à elles estimées par interpolation ou extrapolation. Pour la commune, le premier recensement exhaustif entrant dans le cadre du nouveau dispositif a été réalisé en 2004.
En 2022, la commune comptait 822 habitants, en évolution de −5,63 % par rapport à 2016 (Sarthe : −0,25 %, France hors Mayotte : +2,11 %).
| 1793  | 1800  | 1806  | 1821  | 1831  | 1836  | 1841  | 1846  | 1851  |
| ----- | ----- | ----- | ----- | ----- | ----- | ----- | ----- | ----- |
| 1 661 | 1 313 | 1 571 | 1 905 | 1 982 | 1 787 | 1 762 | 1 762 | 1 723 |

| 1856  | 1861  | 1866  | 1872  | 1876  | 1881  | 1886  | 1891  | 1896  |
| ----- | ----- | ----- | ----- | ----- | ----- | ----- | ----- | ----- |
| 1 611 | 1 560 | 1 506 | 1 463 | 1 458 | 1 440 | 1 362 | 1 378 | 1 387 |

| 1901  | 1906  | 1911  | 1921  | 1926  | 1931  | 1936  | 1946  | 1954  |
| ----- | ----- | ----- | ----- | ----- | ----- | ----- | ----- | ----- |
| 1 418 | 1 431 | 1 408 | 1 273 | 1 217 | 1 189 | 1 184 | 1 161 | 1 093 |

| 1962  | 1968 | 1975 | 1982 | 1990 | 1999 | 2004 | 2006 | 2009 |
| ----- | ---- | ---- | ---- | ---- | ---- | ---- | ---- | ---- |
| 1 012 | 934  | 775  | 791  | 724  | 829  | 887  | 892  | 925  |

| 2014 | 2019 | 2022 | - | - | - | - | - | - |
| ---- | ---- | ---- | - | - | - | - | - | - |
| 880  | 840  | 822  | - | - | - | - | - | - |

## Lieux et monuments

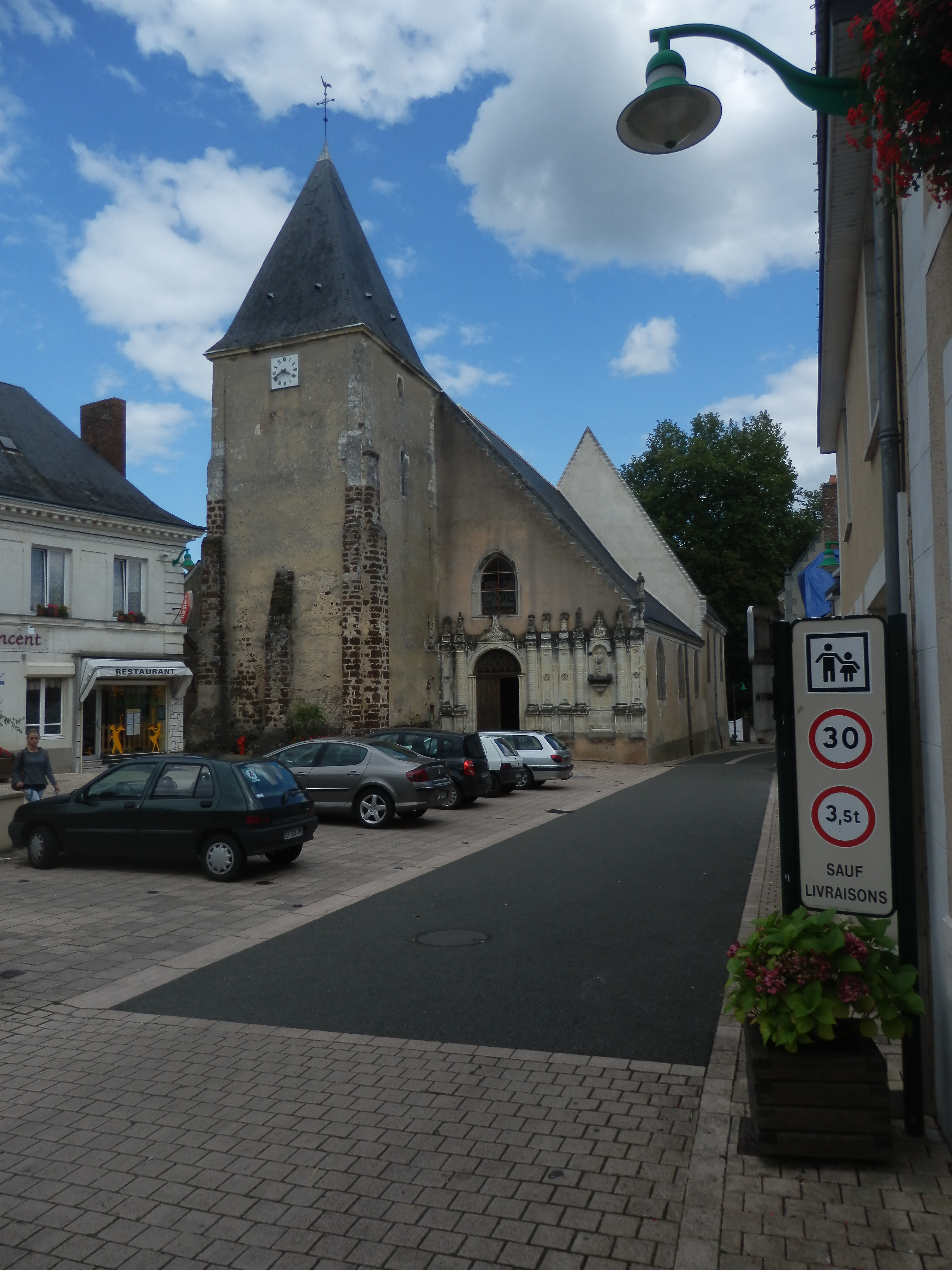
L'église Saint-Vincent.

- L'église Saint-Vincent du XIIIe siècle est inscrite aux Monuments historiques depuis 1997[19].
- Château des Étangs inscrit au titre des monuments historiques en 1988[20].

## Activité et manifestations
La Fête du bourdon, organisée par le comité des fêtes de la commune, a lieu le premier week-end de juin. Il est proposé le samedi un concours de boules, un repas dansant et le dimanche un vide-greniers et concours de pêche à la truite.
Le 13 juillet, un repas champêtre est aussi organisé sur la place du village, suivi d'une soirée dansante sur le parking de la salle polyvalente.
Il est aussi proposé des concerts du groupe de la musique local La Zik de Saint-Vincent-du-Lorouër.